# Football Club Trapani 1905 2024-2025
Questa voce raccoglie le informazioni riguardanti il Football Club Trapani 1905 nelle competizioni ufficiali della stagione 2024-2025.

## Stagione
La stagione 2024-2025 è per il Trapani la 34ª partecipazione nella terza serie del Campionato italiano di calcio.
La squadra ha svolto il ritiro precampionato a Cascia dal 14 al 29 luglio 2024; dopodiché, il 1º agosto, i granata si sono trasferiti a Troina.
L'esordio stagionale è avvenuto il 10 agosto 2024, nell'incontro valido per il primo turno eliminatorio della Coppa Italia Serie C; la gara, in casa della Cavese, è terminato con la vittoria dei siciliani per 0 a 1, che così sono avanzati nel torneo. Nel secondo turno, il 17 agosto, la squadra ha affrontato in casa in Monopoli, vincendo per 2 a 0 e passando agli ottavi di finale. L'esordio in campionato avviene a Foggia, dove la squadra ottiene in extremis un 2-2: nonostante il pari in trasferta, la prestazione della difesa, giudicata deludente, induce la presidenza a tornare massicciamente sul mercato, con numerose operazioni di acquisto e vendita nell'ultimo giorno previsto per le trattative.

## Divise e sponsor
Il fornitore ufficiale di materiale tecnico per la stagione 2024-2025 è Adidas, mentre i main sponsor sono: Sport Invest, Q Trade House, A29 Energy to build, L.T. Costruzioni, Nuova Sicilauto e Decò Sottile.
| Casa | Casa 120 | Trasferta | Terza maglia | Portiere |

## Organigramma societario
Tratto dal sito ufficiale.
Area Direttiva
- Presidente: Valerio Antonini[8][9][10]
- Vice Presidente: Ambra Ilari[11]
- Consulente Generale: Avv. Roberto Schifani
- Direttore Finanziario (CFO): Geremia Guercia

Area Sportiva
- Direttore Sportivo: Andrea Mussi
- Coordinatore Settore giovanile: Pietro Dell'Orzo
- Team Manager: Antonino Buffa

Area Comunicazione
- Responsabile Comunicazione: Paolo Cericola
- Speaker: Claudia Parrinello
- Grafico: Francesco Buonviso
- Fotografo: Nino La Macchia

Area Amministrativa
- Segretario Amministrativo: Andrea Oddo
- Segretaria Settore Giovanile: Alessandra Tranchida

Biglietteria
- Responsabile Biglietteria: Gianni Trapani
- Biglietteria: Valentina Gabriele, Marco Bellavia, Alessia Mannino, Elia Hamrouni

Area Sicurezza
- Responsabile Sicurezza: Paolo Maiorana
- Disability Access Officers (DAO): Vito Giacalone
- Supporter Liaison Officer (SLO): Mauro Sammartano

Area Logistica
- Responsabile Magazzino: Salvatore Sala
- Magazziniere: Luigi Coppola

Area Tecnica
- Allenatore: Salvatore Aronica
- Vice Allenatore: Mirko Spataro
- Collaboratore Area Tecnica: Giuseppe Pavone
- Preparatore Atletico: Vincenzo Panicola
- Preparatore Portieri: Marco Mazzola

Area Sanitaria
- Responsabile Sanitario: Giuseppe Mazzarella
- Medici Sociali: Ettore Tocco, Francesco D'Aleo e Vito Rodriquenz
- Coordinatore Dipartimento Medico: Claudio Fici
- Capo Fisioterapista: Ivan Ognibene
- Massofisioterapista: Gianpaolo Oddo
- Nutrizionista: Samuele Casartelli

## Rosa
Rosa aggiornata al 27 marzo 2025.

## Calciomercato

### Sessione estiva(dal 1º/7 al 30/8)
| Acquisti | Acquisti             | Acquisti      | Acquisti   |
| R.       | Nome                 | da            | Modalità   |
| -------- | -------------------- | ------------- | ---------- |
| P        | Alessio Pozzi        | Akragas       | definitivo |
| P        | Andrea Seculin       | Modena        | svincolato |
| P        | Andrea D'aniello     | Sorrento      | definitivo |
| D        | Daniele Celiento     | Bari          | definitivo |
| D        | Francesco Benassai   | Lucchese      | definitivo |
| D        | Pietro Ciotti        | Vibonese      | svincolato |
| D        | Alessandro Martina   | Ancona        | svincolato |
| D        | Federico Valietti    | Taranto       | prestito   |
| D        | Luigi Silvestri      | Cesena        | prestito   |
| D        | Amedeo Benedetti     | Benevento     | definitivo |
| C        | Federico Carraro     | Feralpisalò   | definitivo |
| C        | Valerio Mastrantonio | Cittadella    | svincolato |
| C        | Nermin Karić         | Benevento     | definitivo |
| C        | Andrea Marino        | Foggia        | svincolato |
| C        | Giuseppe Carriero    | Cittadella    | definitivo |
| A        | Diego Zuppel         | Acireale      | definitivo |
| A        | Mamadou Kanoute      | Taranto       | definitivo |
| A        | King Udoh            | Cesena        | definitivo |
| A        | Maguette Fall        | Giana Erminio | svincolato |
| A        | Agustín Mársico      | Locri         | definitivo |
| A        | Nicola Muscas        | Latte Dolce   | definitivo |
| A        | Alfredo Bifulco      | Taranto       | definitivo |
| A        | Facundo Lescano      | Triestina     | definitivo |
| A        | Cristian Spini       | Lumezzane     | definitivo |

| Cessioni | Cessioni           | Cessioni          | Cessioni      |
| R.       | Nome               | a                 | Modalità      |
| -------- | ------------------ | ----------------- | ------------- |
| P        | Giulio Antonini    | Giugliano         | fine prestito |
| P        | Deivi Çipi         |                   | svincolato    |
| P        | Alessio Pozzi      | Sorrento          | prestito      |
| D        | Manuel De Santis   |                   | svincolato    |
| D        | Luca Sparandeo     | Nocerina          | definitivo    |
| D        | Umberto Morleo     | Juventus Next Gen | fine prestito |
| D        | Andrea Aluisi      | Nissa             | definitivo    |
| D        | Andrea Cristini    | Monterosi Tuscia  | definitivo    |
| D        | Matteo Guerriero   | Monterosi Tuscia  | prestito      |
| D        | Linards Liepins    | Skanstes          | definitivo    |
| D        | Giuseppe Pipitone  | Brindisi          | definitivo    |
| D        | Daniele Bolcano    | Grosseto          | prestito      |
| D        | Francesco Benassai | Campobasso        | prestito      |
| D        | Emiliano Pino      | Pro Vercelli      | definitivo    |
| C        | Giovanni Sbrissa   |                   | svincolato    |
| C        | Alberto Acquadro   | Siracusa          | definitivo    |
| C        | Federico Marigosu  | Prato             | definitivo    |
| C        | Racine Ba          | Reggina           | definitivo    |
| C        | Francesco Bova     | Sant'Agata        | definitivo    |
| C        | Marco Palermo      | Siracusa          | definitivo    |
| C        | Oliver Kragl       | Fidelis Andria    | definitivo    |
| A        | Samake Boubacar    | Nissa             | definitivo    |
| A        | Roberto Convitto   | Siracusa          | definitivo    |
| A        | Mauro Bollino      | Nissa             | definitivo    |
| A        | Mattia Montini     | Sarnese           | svincolato    |
| A        | Andrea Cocco       | Monastir 1983     | svincolato    |
| A        | Francisco Sartore  | Piacenza          | prestito      |
| A        | Nicola Muscas      | Matera            | prestito      |
| A        | Agustin Marsico    | Fidelis Andria    | prestito      |

### Operazioni tra le due sessioni
| Acquisti | Acquisti          | Acquisti | Acquisti   |
| R.       | Nome              | da       | Modalità   |
| -------- | ----------------- | -------- | ---------- |
| D        | Alessandro Malomo |          | svincolato |

| Cessioni | Cessioni             | Cessioni | Cessioni                |
| R.       | Nome                 | a        | Modalità                |
| -------- | -------------------- | -------- | ----------------------- |
| C        | Valerio Mastrantonio |          | risoluzione consensuale |
| A        | Besmir Balla         |          | resciss.contrattuale    |

### Sessione invernale(dal 2/1 al 3/2)
| Acquisti | Acquisti           | Acquisti         | Acquisti   |
| R.       | Nome               | da               | Modalità   |
| -------- | ------------------ | ---------------- | ---------- |
| P        | Davide Barosi      | Ascoli           | prestito   |
| D        | Daniele Liotti     | Avellino         | definitivo |
| D        | Davide Zappella    | Virtus Entella   | definitivo |
| D        | Erasmo Mulè        | Avellino         | definitivo |
| C        | Saber Hraiech      | Cesena           | definitivo |
| C        | Marco Toscano      | Avellino         | definitivo |
| C        | Flavio Ciuferri    | Giugliano        | definitivo |
| C        | Luca Verna         | Catania          | definitivo |
| C        | Zak Ruggiero       | Audace Cerignola | definitivo |
| C        | Erlend Segberg     |                  | svincolato |
| A        | Dario Daka         | Lecce            | definitivo |
| A        | Enrico Piovanello  | Juve Stabia      | definitivo |
| A        | Gennaro Anatriello | Bologna          | prestito   |
| A        | Lorenzo De Caro    | Roma             | definitivo |
| A        | Abel Stensrud      | TOP Oss          | definitivo |
| A        | Easton Ongaro      | Novara           | definitivo |

| Cessioni         | Cessioni           | Cessioni       | Cessioni                |
| R.               | Nome               | a              | Modalità                |
| ---------------- | ------------------ | -------------- | ----------------------- |
| P                | Andrea Seculin     | Modena         | definitivo              |
| P                | Andrea D'Aniello   | Sorrento       | definitivo              |
| D                | Alessandro Martina | Campobasso     | prestito                |
| D                | Jacopo Gelli       |                | risoluzione consensuale |
| C                | Nermin Karić       | Virtus Entella | prestito                |
| C                | Andrea Marino      | Lecco          | prestito                |
| C                | Marco Crimi        | Messina        | definitivo              |
| A                | King Udoh          | Triestina      | definitivo              |
| A                | Alfredo Bifulco    | Campobasso     | definitivo              |
| A                | Maguette Fall      | Virtus Entella | definitivo              |
| A                | Cristian Spini     | SPAL           | prestito                |
| A                | Diego Zuppel       | Latina         | prestito                |
| A                | Facundo Lescano    | Avellino       | definitivo              |
| A                | Mamadou Kanoute    | Perugia        | prestito                |
| Altre operazioni |                    |                |                         |
| R.               | Nome               | da             | Modalità                |
| A                | Agustín Marsico    | Fasano         | prestito                |

### Operazioni tra le due sessioni
| Acquisti | Acquisti          | Acquisti | Acquisti   |
| R.       | Nome              | da       | Modalità   |
| -------- | ----------------- | -------- | ---------- |
| D        | Alessandro Malomo |          | svincolato |
| C        | Oliver Kragl      |          | svincolato |

| Cessioni | Cessioni             | Cessioni | Cessioni                |
| R.       | Nome                 | a        | Modalità                |
| -------- | -------------------- | -------- | ----------------------- |
| C        | Valerio Mastrantonio |          | risoluzione consensuale |
| A        | Besmir Balla         |          | resciss.contrattuale    |

## Risultati

### Coppa Italia Serie C

#### Turni eliminatori
| Arbitro: | Di Reda (Molfetta) |

|  |           |             |
|  | Marcatori | 38’ Kanoute |

| Arbitro: | Mucera (Palermo) |

|                       |           |  |
| Karić 42’ Kanoute 57’ | Marcatori |  |

#### Fase finale
| Arbitro: | Grasso (Ariano Irpino) |

|  |           |                                                         |
|  | Marcatori | 8’ Carraro 32’ Celiento 54’ Karić 69’ Spini 90’ Kanoute |

| Arbitro: | Vogliacco (Bari) |

|  |           |             |
|  | Marcatori | 88’ Lescano |

| Erice 22 gennaio 2025, ore 20:30 CEST Semifinale - Andata | Trapani                   | 0 – 0 referto | Rimini | Polisportivo Provinciale (3187 spett.)\| Arbitro: \| Di Francesco (Ostia Lido) \| |
| Arbitro:                                                  | Di Francesco (Ostia Lido) |               |        |                                                                                   |

| Arbitro: | Mastrodomenico (Matera) |

|                                         |           |  |
| Cioffi 74’ Malagrida 85’ Langella 90+6’ | Marcatori |  |

## Statistiche

### Statistiche di squadra
Statistiche aggiornate al 28 aprile 2025
| Competizione         | Punti | In casa | In casa | In casa | In casa | In casa | In casa | In trasferta | In trasferta | In trasferta | In trasferta | In trasferta | In trasferta | Totale | Totale | Totale | Totale | Totale | Totale | DR |
| Competizione         | Punti | G       | V       | N       | P       | Gf      | Gs      | G            | V            | N            | P            | Gf           | Gs           | G      | V      | N      | P      | Gf     | Gs     | DR |
| -------------------- | ----- | ------- | ------- | ------- | ------- | ------- | ------- | ------------ | ------------ | ------------ | ------------ | ------------ | ------------ | ------ | ------ | ------ | ------ | ------ | ------ | -- |
| Serie C              | 41    | 17      | 5       | 4       | 8       | 21      | 22      | 17           | 6            | 4            | 7            | 21           | 20           | 34     | 11     | 8      | 15     | 42     | 42     | 0  |
| Coppa Italia Serie C | -     | 2       | 1       | 1       | 0       | 2       | 0       | 4            | 3            | 0            | 1            | 7            | 3            | 6      | 4      | 1      | 1      | 9      | 3      | +6 |
| Totale               | 41    | 19      | 6       | 5       | 8       | 23      | 22      | 21           | 9            | 4            | 8            | 28           | 23           | 40     | 15     | 9      | 16     | 51     | 45     | +6 |

### Andamento in campionato
| Giornata  | 1  | 2  | 3  | 4  | 5  | 6 | 7 | 8 | 9 | 10 | 11 | 12 | 13 | 14 | 15 | 16 | 17 | 18 | 19 | 20 | 21 | 22 | 23 | 24 | 25 | 26 | 27 | 28 | 29 | 30 | 31 | 32 | 33 | 34 | 35 | 36 | 37 | 38 |
| --------- | -- | -- | -- | -- | -- | - | - | - | - | -- | -- | -- | -- | -- | -- | -- | -- | -- | -- | -- | -- | -- | -- | -- | -- | -- | -- | -- | -- | -- | -- | -- | -- | -- | -- | -- | -- | -- |
| Luogo     | T  | C  | T  | T  | C  | T | C | T | C | C  | T  | C  | T  | C  | T  | C  | T  | C  | T  | C  | T  | C  | C  | T  | C  | T  | C  | T  | T  | C  | T  | C  | T  | C  | T  | C  | T  | C  |
| Risultato | N  | P  | V  | A  | N  | V | A | N | N | V  | N  | P  | P  | V  | P  | V  | P  | P  | V  | N  | N  | P  | A  | P  | V  | A  | N  | V  | P  | P  | P  | P  | P  | P  | V  | V  | V  | P  |
| Posizione | 10 | 18 | 12 | 11 | 11 | 8 | 4 | 8 | 8 | 5  | 5  | 9  | 9  | 7  | 10 | 11 | 11 | 11 | 10 | 10 | 9  | 10 | 9  | 9  | 9  | 8  | 9  | 7  | 10 | 11 | 12 | 13 | 13 | 13 | 12 | 11 | 11 | 11 |

Fonte: Lega Pro
Legenda:

Luogo: N = Campo neutro; C = Casa; T = Trasferta. Risultato: V = Vittoria; N = Pareggio; S = Sconfitta.
- = Turno di riposo.

### Statistiche dei giocatori
In corsivo i calciatori ceduti a stagione in corso.
| Giocatore       | Serie C  | Serie C | Serie C     | Serie C    | Coppa Italia Serie C | Coppa Italia Serie C | Coppa Italia Serie C | Coppa Italia Serie C | Totale   | Totale | Totale      | Totale     |
| Giocatore       | Presenze | Reti    | Ammonizioni | Espulsioni | Presenze             | Reti                 | Ammonizioni          | Espulsioni           | Presenze | Reti   | Ammonizioni | Espulsioni |
| --------------- | -------- | ------- | ----------- | ---------- | -------------------- | -------------------- | -------------------- | -------------------- | -------- | ------ | ----------- | ---------- |
| G. Anatriello   | 14       | 4       | 5           | 0          | 2                    | 0                    | 0                    | 0                    | 16       | 4      | 5           | 0          |
| B. Balla        | 0        | 0       | 0           | 0          | 1                    | 0                    | 0                    | 0                    | 1        | 0      | 0           | 0          |
| F. Benassai     | 1        | 0       | 0           | 0          | 2                    | 0                    | 0                    | 0                    | 3        | 0      | 0           | 0          |
| A. Benedetti    | 23       | 0       | 13          | 1          | 4                    | 0                    | 0                    | 0                    | 27       | 0      | 13          | 1          |
| A. Bifulco      | 17       | 3       | 1           | 0          | 4                    | 0                    | 0                    | 0                    | 21       | 3      | 1           | 0          |
| D. Barosi       | 12       | -1      | 1           | 0          | 1                    | 0                    | 0                    | 0                    | 13       | -1     | 1           | 0          |
| D. Bolcano      | 0        | 0       | 0           | 0          | 1                    | 0                    | 0                    | 0                    | 1        | 0      | 0           | 0          |
| F. Carraro      | 23       | 2       | 3           | 0          | 4                    | 1                    | 1                    | 0                    | 27       | 3      | 4           | 0          |
| G. Carriero     | 21       | 0       | 6           | 0          | 2                    | 0                    | 0                    | 0                    | 23       | 0      | 6           | 0          |
| D. Celiento     | 27       | 2       | 9           | 1          | 3                    | 1                    | 2                    | 0                    | 30       | 3      | 11          | 1          |
| P. Ciotti       | 33       | 1       | 4           | 0          | 5                    | 0                    | 0                    | 0                    | 38       | 1      | 4           | 0          |
| F. Ciuferri     | 11       | 0       | 0           | 0          | 1                    | 0                    | 0                    | 0                    | 12       | 0      | 0           | 0          |
| M. Crimi        | 14       | 0       | 6           | 0          | 4                    | 0                    | 1                    | 0                    | 18       | 0      | 7           | 0          |
| A. D'Aniello    | 1        | -0      | 0           | 0          | 0                    | -0                   | 0                    | 0                    | 1        | -0     | 0           | 0          |
| D. Daka         | 13       | 0       | 0           | 0          | 3                    | 0                    | 0                    | 0                    | 16       | 0      | 0           | 0          |
| L. De Caro      | 5        | 0       | 0           | 0          | 0                    | 0                    | 0                    | 0                    | 5        | 0      | 0           | 0          |
| M. Fall         | 17       | 3       | 0           | 0          | 4                    | 0                    | 0                    | 0                    | 21       | 3      | 0           | 0          |
| J. Gelli        | 7        | 0       | 0           | 0          | 2                    | 0                    | 2                    | 1                    | 9        | 0      | 2           | 1          |
| S. Hraiech      | 10       | 1       | 2           | 0          | 1                    | 0                    | 0                    | 0                    | 11       | 1      | 2           | 0          |
| M. Kanoute      | 18       | 2       | 0           | 0          | 4                    | 3                    | 0                    | 0                    | 22       | 5      | 0           | 0          |
| N. Karić        | 17       | 0       | 4           | 0          | 4                    | 2                    | 0                    | 0                    | 21       | 2      | 4           | 0          |
| O. Kragl        | 6        | 1       | 1           | 0          | 1                    | 0                    | 0                    | 0                    | 7        | 1      | 1           | 0          |
| F. Lescano      | 20       | 12      | 2           | 0          | 4                    | 1                    | 0                    | 0                    | 24       | 13     | 2           | 0          |
| D. Liotti       | 9        | 0       | 0           | 1          | 2                    | 0                    | 0                    | 0                    | 11       | 0      | 0           | 1          |
| A. Malomo       | 18       | 0       | 5           | 0          | 2                    | 0                    | 0                    | 1                    | 20       | 0      | 5           | 1          |
| A. Marino       | 4        | 0       | 1           | 0          | 2                    | 0                    | 0                    | 0                    | 6        | 0      | 1           | 0          |
| A. Martina      | 10       | 0       | 1           | 0          | 4                    | 0                    | 0                    | 0                    | 14       | 0      | 1           | 0          |
| V. Mastrantonio | 3        | 0       | 2           | 0          | 1                    | 0                    | 1                    | 0                    | 4        | 0      | 3           | 0          |
| E. Mulè         | 12       | 0       | 1           | 0          | 1                    | 0                    | 0                    | 0                    | 13       | 0      | 1           | 0          |
| E. Ongaro       | 13       | 1       | 0           | 0          | 1                    | 0                    | 0                    | 0                    | 14       | 1      | 0           | 0          |
| E. Piovanello   | 16       | 0       | 2           | 0          | 1                    | 0                    | 0                    | 0                    | 17       | 0      | 2           | 0          |
| Z. Ruggiero     | 14       | 1       | 0           | 0          | 2                    | 0                    | 0                    | 0                    | 16       | 1      | 0           | 0          |
| S. Sabatino     | 23       | 0       | 6           | 1          | 5                    | 0                    | 1                    | 0                    | 28       | 0      | 7           | 1          |
| A. Seculin      | 18       | -25     | 0           | 0          | 2                    | -0                   | 0                    | 0                    | 20       | -25    | 0           | 0          |
| E. Segberg      | 12       | 0       | 2           | 0          | 1                    | 0                    | 0                    | 0                    | 13       | 0      | 2           | 0          |
| A. Stensrud     | 13       | 1       | 0           | 0          | 1                    | 0                    | 1                    | 0                    | 14       | 1      | 1           | 0          |
| L. Silvestri    | 27       | 4       | 13          | 0          | 4                    | 0                    | 1                    | 0                    | 31       | 4      | 14          | 0          |
| C. Spini        | 14       | 1       | 1           | 0          | 1                    | 1                    | 0                    | 0                    | 15       | 2      | 1           | 0          |
| M. Toscano      | 13       | 0       | 2           | 0          | 1                    | 0                    | 0                    | 0                    | 14       | 0      | 2           | 0          |
| K. Udoh         | 8        | 2       | 1           | 0          | 2                    | 0                    | 0                    | 0                    | 10       | 2      | 1           | 0          |
| E. Ujkaj        | 31       | -16     | 1           | 0          | 6                    | -3                   | 0                    | 0                    | 37       | -19    | 1           | 0          |
| F. Valietti     | 1        | 0       | 0           | 0          | 0                    | 0                    | 0                    | 0                    | 1        | 0      | 0           | 0          |
| L. Verna        | 13       | 0       | 1           | 0          | 2                    | 0                    | 0                    | 0                    | 15       | 0      | 1           | 0          |
| D. Zappella     | 13       | 0       | 0           | 0          | 1                    | 0                    | 0                    | 0                    | 14       | 0      | 0           | 0          |
| D. Zuppel       | 9        | 1       | 0           | 0          | 1                    | 0                    | 0                    | 0                    | 10       | 1      | 0           | 0          |

## Giovanili

### Organigramma
Tratto dal sito ufficiale.
Area direttiva
- Responsabile: Pietro Dell’Orzo
- Segretaria settore giovanile: Alessandra Tranchida

Primavera 4
- Allenatore: Massimiliano Mazzara[135]
- Collaboratore tecnico: Antonio Della Corte
- Preparatore atletico: Alessio Sammartano

Under 17 Élite
- Allenatore: Angelo Giacalone